# Leila Usher
Leila Usher (26 de agosto de 1859 - 13 de agosto de 1955) fue una escultora estadounidense.

## Biografía

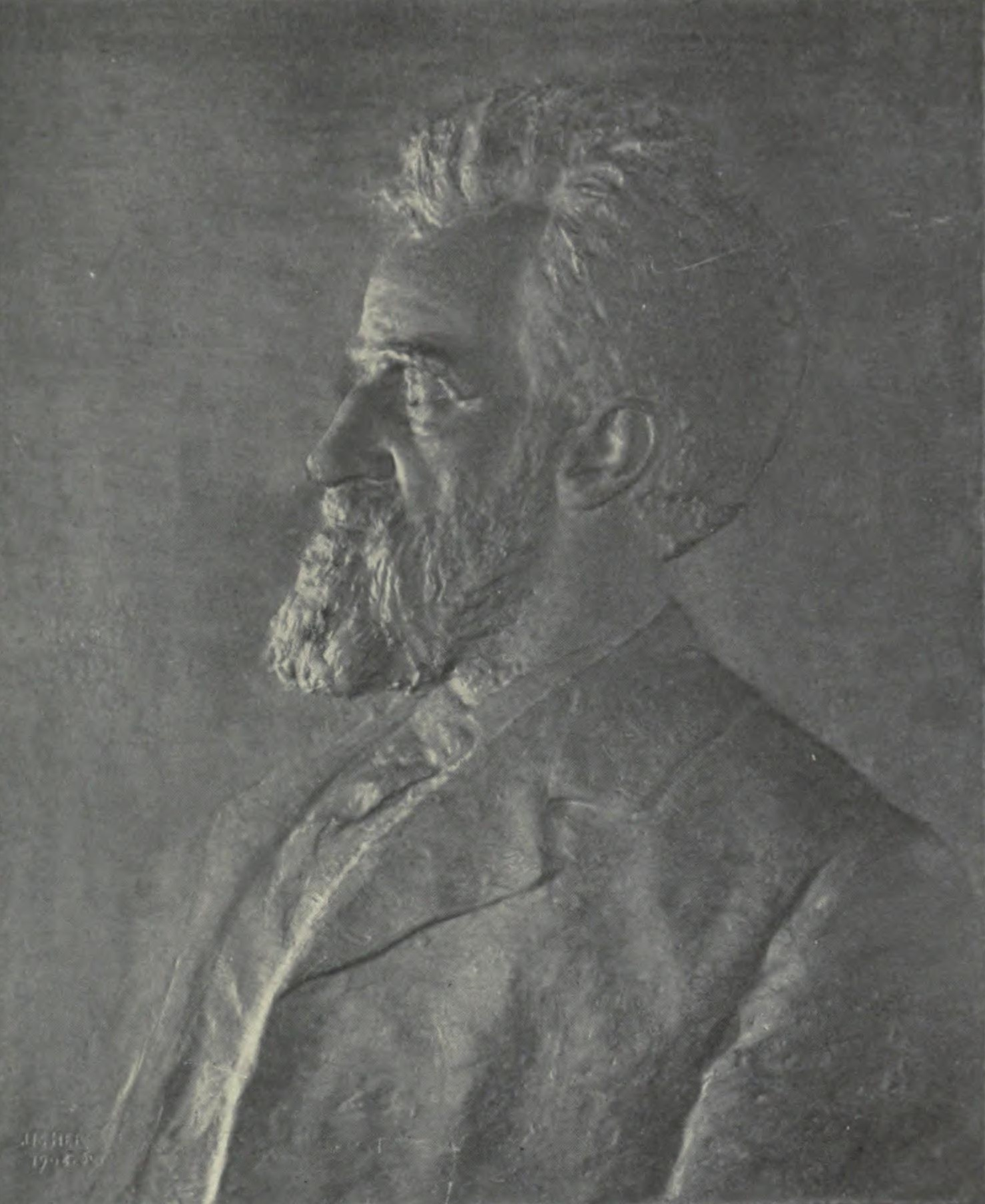
Retrato en bajorrelieve del paleontólogo Nathaniel Shaler, c. 1909

Leila Woodman Usher nació en Onalaska, en 1859. Sus padres fueron Isaac Lane Usher y Susannah Coffin Woodman. Fue alumna del escultor inglés H.H. Kitson en Boston, del escultor americano George Brewster en Cambridge, y de August Saint-Gaudens en Nueva York, y también estudió en París y Roma.
Su trabajo más conocido es un busto del educador Booker T. Washington, encargado por el Instituto Tuskegee. A lo largo de su carrera produjo diversos bajorrelieves de figuras destacadas como la sufragista Susan B. Anthony, el profesor Francis James Child, el ministro Elijah Kellogg y geólogo John Wesley Powell.
Usher recibió la Medalla de Bronce en la Exposición de Atlanta de 1895, y su trabajo también fue premiado en la Exposición Universal de San Francisco (1915). Diversos museos tienen obras de Usher en sus colecciones, entre los que destacan el Bowdoin College, Bryn Mawr College, la Universidad de Hampton, la Universidad Johns Hopkins , y el Radcliffe College.
Murió en Nueva York el 13 de agosto de 1955, a la edad de 95 años.